# 이재훈 (1990년 희극인)
이재훈(1990년 8월 13일 ~)은 대한민국의 희극 배우이다.

## 출연작
- 웃찾사 (SBS)
  - 남자끼리(2015.08.02 ~ 2016.06.24)
  - 우리의 소리(2017.01.25 ~ 2017.04.05)